# El Piñuelar
El Piñuelar är en ort i Mexiko.   Den ligger i kommunen Las Rosas och delstaten Chiapas, i den sydöstra delen av landet, 800 km öster om huvudstaden Mexico City. El Piñuelar ligger 1 006 meter över havet och antalet invånare är 114.
Terrängen runt El Piñuelar är lite bergig. Runt El Piñuelar är det ganska glesbefolkat, med 38 invånare per kvadratkilometer. Närmaste större samhälle är Venustiano Carranza, 16,9 km väster om El Piñuelar. Omgivningarna runt El Piñuelar är en mosaik av jordbruksmark och naturlig växtlighet.